# Bahr el Ghazal occidental
Pour les articles homonymes, voir Bahr el-Ghazal.
Le Bahr el Ghazal occidental (en anglais : Western Bahr el Ghazal) est un État du Soudan du Sud.
Sa capitale est Wau.
Les autres villes importantes sont : Raga, Deim Zubeir, Kuajiena et Kangi.
L'État tient son nom de la rivière Bahr el Ghazal qui en arabe signifie la « rivière aux gazelles ». Ce cours d'eau donna son nom à la région plus fertile du pays qui, en 1994 fut divisé en quatre entités dont l'État actuel.

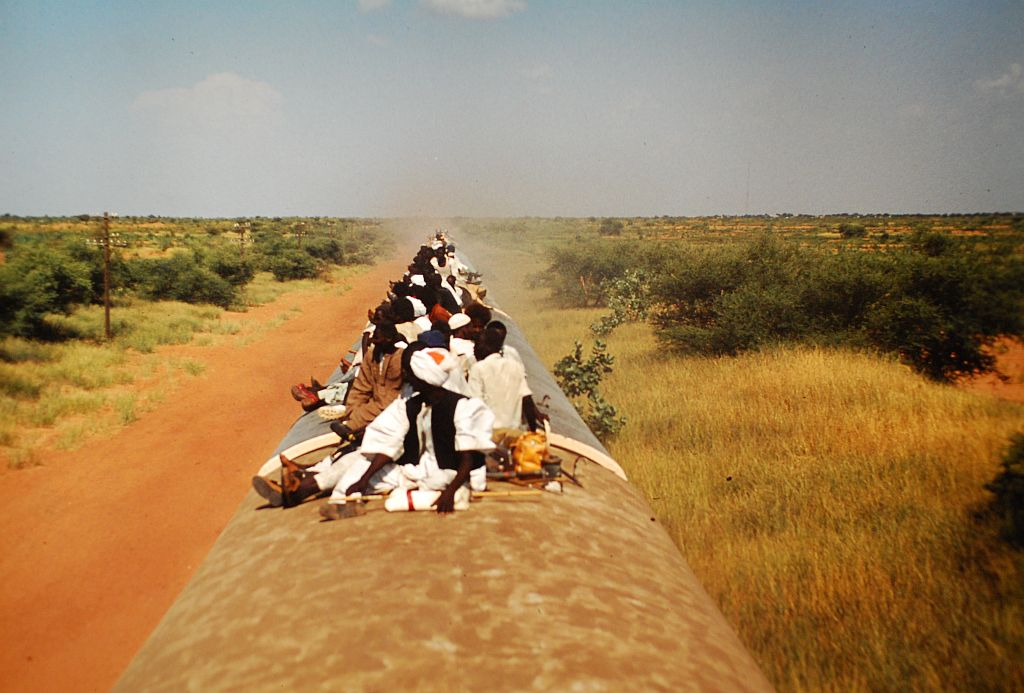
Train à Bahr el Ghazal occidental

## Comtés
L'État est subdivisé en 10 Comtés :
- Comté de Boro
- Comté de Deim Zubeir
- Comté d'Ere
- Comté de Kata
- Comté de Khor Gana
- Comté de Naarjur
- Comté de Raga
- Comté de Sopo
- Comté d'Udici
- Comté de Wau

## Villes principales
- Wau la capitale.
- Raga à l'ouest de l'état.
- Acongeong au nord est de Wau.
- Deim Zubeir au centre de l'état